# Гацак Віктор Михайлович
Ві́ктор Миха́йлович Гаца́к (рос. Виктор Михайлович Гацак; *2 червня 1933, Липкани, Румунське королівство — 20 лютого 2014, Москва, Росія) — радянський, російський і молдовський фольклорист, дослідник традиційної культури народів Молдови та Східної Європи. Член-кореспондент РАН (від 2000 року), відділення літератури та мови (фольклористика).

## З життєпису
Закінчив романське відділення філологічного факультету Кишинівського університету.
У 1955—1958 роках навчався в очній аспірантурі Інституту світової літератури ім. М. Горького АН СРСР.
У 1960 році захистив кандидатську дисертацію «Молдавські та румунські епічні пісні про гайдуків та деякі питання їх співвідношення з південнослов'янськими» (наукові керівники Д. Є. Міхальчі та В. І. Чичеров).
Від березня 1962 року — співробітник Інституту світової літератури, у 1966–2012 роках — завідувач відділу фольклору.
Доктор філологічних наук (1976, дисертація «Східноманський героїчний (войницький) епос»), професор.
Від 2000 року — головний редактор журналу Известия РАН. Серия литературы и языка.
Похований на Ваганьківському цвинтарі у Москві.

## Наукова діяльність
В. М. Гацак — творець етнопоетичного підходу до вивчення типології фольклору, засновник низки напрямів експериментальної фольклористики. Активно розробляв фундаментальні питання комплексної текстології фольклору, зокрема із залученням мультимедійних технологій. Займався проблемами осмислення повторюваності та стійкості у фольклорі за його усної передачі з обмежено варіативною рухливістю словесного втілення. Є автором оригінальної теорії «етнопоетичних констант».
Здійснив численні експедиційні дослідження в СРР, НРБ, СФРЮ, Македонії, Україні, Росії (Ярославська, Пензенська, Вологодська області, Алтайський край).

## Вибрана бібліографія
Монографії
- «Восточнороманский героический эпос: исследование и тексты» (1967)
- «Текстологическое изучение эпоса» (1971, у співавторстві)
- «Фольклор и молдавско-русско-украинские исторические связи» (1975)
- «Типология народного эпоса» (1975, редактор)
- «Фольклор: поэтическая система» (1977, у співавторстві)
- «Типология и взаимосвязи фольклора народов СССР: поэтика и стилистика» (1980, редактор)
- «Фольклор: поэтика и традиция» (1982, редактор)
- «Фольклор: образ и поэтическое слово в контексте» (1984, редактор)
- «Фольклорное наследие народов СССР и современность» (1984; у співавторстві)
- «Фольклор: проблемы историзма» (1988, редактор)
- «Устная эпическая традиция во времени: историческое исследование поэтики» (1989)

Публікації
- «Чеченские и ингушские народные сказки» (1981, переклад)
- «Румынская народная поэзия» (1987)
- «Былины Печоры» (кн. 1—2, 2001, у співавторстві; у серії «Свод русского фольклора»)
- «Неизданные материалы экспедиции Б. М. и Ю. М. Соколовых (1926—1928)» (тт. 1—2, 2011)

Відповідальний редактор низки томів книжкової серії «Эпос народов СССР», один із засновників та заступник головного редактора книжкової серії «Памятники фольклора народов Сибири и Дальнего Востока».

## Нагороди
Почесний член Академії наук Молдови (2000). Лауреат Державної премії РФ у галузі науки і техніки (2001).